# أسبغورن هانسن
أسبغورن هانسن (بالنرويجية البوكمول: Asbjørn Hansen)‏ هو لاعب كرة قدم نرويجي، ولد في 29 مايو 1930 في ساربسبورغ في النرويج، وتوفي بنفس المكان في 25 مارس 2017. شارك مع منتخب النرويج لكرة القدم. أما مع النوادي، فقد لعب مع نادي ساربسبورغ 08.

## وصلات خارجية
- أسبغورن هانسن على موقع الاتحاد الدولي (مؤرشف)  (الإنجليزية)
- أسبغورن هانسن على موقع اتحاد النرويج (النرويجية)
- أسبغورن هانسن على موقع ناشيونال فوتبول تيمز (الإنجليزية)
- أسبغورن هانسن على موقع عالم كرة القدم.نت (الإنجليزية)
- أسبغورن هانسن على موقع أوليمبيديا (الإنجليزية)